# Rotary irodalmi díj
A Rotary irodalmi díjat (röviden: RID) a Rotary Klub Budapest-Tabán  alapította 2008-ban.

## A díj
Rotary irodalmi díjat kaphat az a magyar nyelven, az előző évben megjelent, eredeti irodalmi alkotás - regény, novella, verseskötetet -, amely magas irodalmi értékén túl, leginkább kifejezi a Rotary eszmeiségét. A díj egy plakett és három millió forint. A díj odaítéléséről kuratórium dönt felkért zsürorok javaslata alapján. A kuratórium elnöke Sumonyi Zoltán költő, író, a Magyar PEN Club ügyvezető alelnöke, tagja Gömöri György Londonban élő magyar költő, a Cambridge-i egyetem professzora, és Ilia Mihály irodalomtörténész, a szegedi egyetem professzora. A zsűri tagjai irodalommal hivatásszerűen foglalkozó, nem könyvkiadóknál dolgozó szerkesztők, kritikusok. A zsűri névsora titkos, a felkérés külön-külön történik, a zsürorok sem tudnak egymásról. A három legtöbb jelölést kapott szerző nevét nyilvánosságra hozzák, a végső győztes a három jelölt közül kerül ki.
A RID szervezését és lebonyolítását a Rotary Club Tabán Közhasznú Alapítvány végzi. A RID költségeit a Rotary Irodalmi Díj Társaság tagjai és az irodalmat fontosnak tartó magánszemélyek adják össze. Sem az Alapítvány, sem a Társaság nem vár és nem fogad el támogatást állami vagy politikai szervezettől.
A díjat minden év október 9-én adják át.

## Díjazottak
- 2008: Lator László (Az egyetlen lehetőség – verseskötet)
- 2009: Darvasi László (Virágzabálók – regény)
- 2010: Szilasi László (Szentek hárfája – regény)
- 2011: Lovas Ildikó (A kis kavics - regény)
- 2012:

## Jelöltek, akik Rotary-elismerésben részesültek
- 2008
  - Schein Gábor (Bolondok tornya – verses regény)
  - Závada Pál (Idegen testünk – regény)
- 2009
  - Boldizsár Ildikó (Királylány születik – mese)
  - Balázs Attila (Kinek észak, kinek dél – regény)
- 2010
  - Ferencz Győző (Szakadás – verseskötet)
  - Garaczi László (Arc és hátraarc – regény)